# Хенри-стрит (Манхэттен)
Хенри-стрит (англ. Henry Street) — улица в Нью-Йорке в районе Нижний Ист-Сайд юго-восточной части Манхэттена, которая проходит в одну сторону с запада на восток, за исключением двух небольших участков с двусторонним движением к западу от Пайк-стрит и к востоку от Монтгомери-стрит. Начинается от Оливер-стрит на западе, проходит под Манхэттенским мостом и заканчивается на Гранд-стрит на востоке. Названа в честь Генри Ратгерса (англ.), героя американской войны за независимость и известного филантропа. Ратгерс-стрит, которая пересекает Хенри-стрит, также названа в его честь.

## История

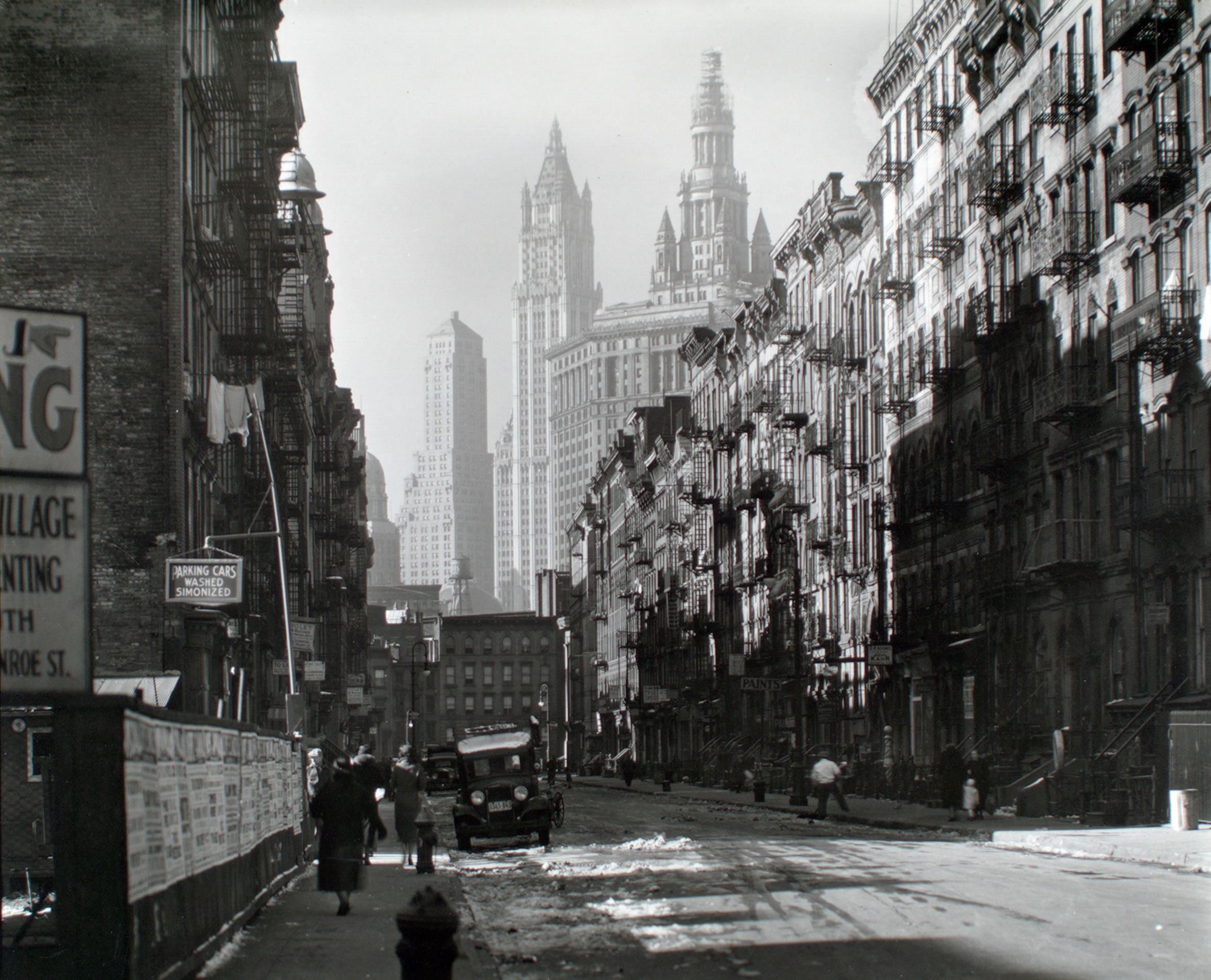
Хенри-стрит в 1935 году

Плохое положение иммигрантов, живущих в убогих многоквартирных домах на Хенри-стрит и в её окрестностях в конце XIX века, побудило медсестёр Лиллиан Уолд и Мэри Мод Брюстер основать социальное агентство Хенри-стрит в 1893 году. В последнее время Хенри-стрит продолжает оставаться иммигрантским районом, который в настоящее время поглощён расширяющимся Чайна-тауном.
В знак признания мультикультурной истории Хенри-стрит в 2004 году открыта Школа международных исследований имени Хенри-стрит (Хенри-стрит, 220). Средняя школа на Хенри-стрит (6-8 классы) принимает учащихся из Бронкса, Манхэттена, Бруклина и Куинса. Школа является одной из небольших школ Департамента образования города Нью-Йорка и поддерживается Азиатским обществом и фондом Билла и Мелинды Гейтс.
Церковь Святого Августина (Хенри-стрит, 290) между Монтгомери- и Гранд-стрит была построена в 1827—1829 годах как Свободная церковь Всех Святых. Здание было сооружено из манхэттенского сланца. Проект церкви в Георгианско-неоготическом стиле приписывается Джону Хиту. Церковь признана достопримечательностью Нью-Йорка с 1966 года. В северо-западной части Ратгерс-стрит (дома 16-18), на Хенри-стрит, находится католическая церковь Святой Терезы, построенная в 1841 году для Первой пресвитерианской церкви в Нью-Йорке.